# Atarba eluta
Atarba eluta là một loài ruồi trong họ Limoniidae. Chúng phân bố ở miền Australasia.